# Анийско царство
Анийско царство (или Багратидска Армения, Арменско царство на Багратидите) е арменска феодална държава, съществувала от 885 до 1045 г. Багратидите успяват да върнат в употреба политическия термин „Велика Армения“, което става официално име на държавата
Арменското царство на Багратидите е основано от Ашот I в началото на 880-те години след почти 80-годишна вътрешна автономия на страната под управлението на рода Багратиди, придобита след арабското завладяване на Армения.
Възстановяването на арменската държава като цяло бележи началото на нов златен век в историята на Армения. Анийското царство достига своя най-голям разцвет между X—XI век в периода на управление на Гагик I. С превземането на столицата Ани от страна на Византия през 1045 г. царството спира да съществува.

## Предистория
Арменците губят своята независимост през 387 г., когато Велика Армения е разделена между Римската империя и Сасанидска Персия. По-малката западна част от страната е превзета от Рим, а основната част отива в Персия. В персийската част на страната арменските царе от династията Аршакиди продължават да управляват до 428 г. Преживяла тежък период на религиозен гнет при зороастрийски Иран, в средата на VII в. Армения попада под властта на арабите. Между VIII и IX век арменците многократно въстават срещу арабите, докато в началото на IX век не поставят реалните исторически предпоставки за възстановяване на арменското царство.
От средата на VII век голяма част от територията на Армения се намира под властта на арабите. От началото на IX век в Абасидския халифат започват процеси, които впоследствие довеждат до неговия разпад. Отслабването на халифата кара арабите да предприемат по-гъвкава политика по отношение на Армения. Така още през 804 г. Ашот Мсакер (хищник) е назначен за халифски владетел на Армения. На свой ред синът му Баград II Багратуни получава от халифа титла батрик ал батарика, превръщайки се в „цар на царете“ на целия емират Армения. Последният опит на халифата да потисне нарастващото неподчинение на арменците е наказателната експедиция на арабския военачалник Буга през 851 – 852, която обаче не довежда до укрепване на властта на арабите в Армения. Ибн ал-Асир пише за тези събития:
| „ | През 237 г. [851/2] г. въстават жителите на Армения против своя владетел Юсуф ибн-Мохамед и го убили. Повод за това е, че когато Юсуф пристигнал в Армения към него се приближил батрик на имен Бократ, син на Ашот, носещ титлата „батрик на батриците“, и попитал за Аман, но Юсуф го хванал със сина му – Изпратил ги в двореца на халифа. Тогава батриките на Армения се събрали заедно с племенниците на Бократ, син на Ашот и обещаха да убият Юсуф. С тях заедно бил и Муса ибн-Зурара, зет на Бократ, женен за дъщеря му. Новината за това достигнала до Юсуф. Неговите приятели Приятелите му го посъветваха да не стои на това място, но той не се вслуша в съветите им. Веднага щом дойде зимата и падна сняг, жителите на Армения изчакаха, докато снегът се втвърди и дойдоха при него в град Тарун и го обсадиха. Юсуф излезе от града и се сражава с тях, но беше убит заедно с всеки, който се сражава на негова страна. | “ |

Ситуацията накарала халифа да разбере, че е необходимо да се съобразява с арменската аристокрация и особено с Багратидите. Още във втората половина на IX век в борбата срещу арабското владичество се появяват тенденции към обединение на Армения в единна държава. Така през 862 г. княжеският род Багратиди обединява по-голямата част от арменските земи и да намалят властта на халифата, а последния в лицето на халифа Ал-Мустаин, признава Ашот I за княз на князете (батрик ал батарика) на цяла Армения, включително и в арабските емирства. Арабският наместник в Армения, етническият арменец Али ибн Яхия ал-Армани, лично поискал от халифа тази висока титла.. Ашот въвежда редица налози. Важно е да се отбележи, че ако в края на VIII века Армения плаща данък в размер на 13 млн. дирхема, до средата на IX век плаща вече 4 млн., благодарение на което голяма част от събраните средства остават в страната, което способства за икономическото ѝ развитие. Византия, на свой ред, се опитва да привлече Армения на своя страна и чрез патриарх Фотий I Константинополски повдига въпроса за догмата, като Византия предлага арменците да приемат халкидонизма. Свиканият през 862 Ширакавански събор, оглавяван от католикоса Закария I Дзагеци отклонява предложението, но Ашот намеква за политически съюз. По думите на средновековен историк, „На Ашот му липсва само короната са си мислели арменските князе“.. Още през 875 г. арменското благородничество определя Ашот за кандидат за арменския трон

### Създаване на царството
Арменското богатство се възстановява през 867 г. с възкачването на престола на императора от македонската династия Василий I, чийто успешно военни кампании срещу арабите отслабват абасидското управление в Армения. През 857 г. Симбат е наследен от сина си Ашот I, който предприема внимателен подход и постепенно завзема територии, които са държани от арабите. Той приема титлата княз на князете през 862 г. и назначава брат си Абас за командир и двамата изтласкват арабите от базата им в Тайк. Неговите първоначални усилия да изгони остикана на Армения се провалят, макар че това не го възпира да се възползва от съперничеството между Византия и Абасидите..
В началото е ухажван от византийската страна, отчаяна да осигури източния си фланг, за да насочи пълната си сила срещу арабите; макар Ашот да засвидетелства лоялността си пред империята, византийските лидери продължават своето дългогодишно искане арменската църква да направи религиозни отстъпки пред Източноправославната църква. Свикан е синод на арменската църква и е изпратено писмо до Константинопол с двусмислена формулировка, което успява да поддържа временното споразумение между двете църкви. Във всеки случай, религиозните различия имат малко значение за византийците предвид заплахата, която арабите продължават да представляват. През 884 г. халиф Ал-Мутамид, реагирайки на изискванията на арменските князе и религиозни лидери, и по-важно, и на рисковете за сигурността като позволява на Армения да попадне във византийската орбита на влияние, изпраща корона на Ашот, признавайки го за цар. Това действие не попречва на Василий, който също изпраща корона на Ашот. Ашот премества трона си в крепостния град Багаран и там той е коронясан някъде през 884 или 885 г.
Така Ашот възстановява арменската монархия и става първият арменски цар от 428 г. Той си осигурява благоволението както на византийците, така и на арабите, но в крайна сметка показва лоялността си към Василий и сключва съюз с него през 885 г. Ашот не е единствения арменски княз в региона (съществуват и други княжества Сюник, Васпруракан и Тарон), но получава пълната подкрепа на другите князе, които признават властта му по отношение на това, че става цар. Със статуса си на цар, властта му се разпространява и над съседните страни като Грузия, Кавказка Албания и няколко арабски емирства. Управлението на Ашот е кратко и след неговата смърт през 890 г. е наследен от сина си Симбат I.

### Симбат I
Симбат I е коронясан за цар през 892 г. след краткия опит на чичо му Абас да провали възкачването му на престола. Симбат продължава политиката на баща си като поддържа добри отношения с Византия, но остава наясно със страховете на арабите от арменско-византийски съюз. Говорейки с арабския остикан Мухамад ибн Абил-Саж (Афшин), Симбат успява да го убеди, че евентуален съюз не само би бил от двустранна полза за Византия и Армения, но също така би имал икономическа полза за арабите. Освен това той постига голяма победа на 21 април 892 г., като отнема историческия град Двин от арабите.
Успехите на Симбат скоро спират, когато Афшин решава, че не може да държи силна Армения толкова близо до владенията си. Той си възвръща Двин и успява да вземе жената на Симбат като заложница, която е заменена за сина му и племенника му. Войните срещу Армения продължават дори и след смъртта на Афшин през 901 г., когато брат му Юсуф ибн Абил-Саж става остикан на Арминия. Управлението на Юсуф не е изцяло враждебно към арменците, но Симбат прави серия от грешки, които водят до това, че някои от съюзниците му му обръщат гръб: опитвайки се да привлече като съюзник царството на изток на Симбат от Сюник, като му предава град Нахичеван, Симбат по невнимание вкарва в ръцете на Юсъф Гагик от Васпруракан, тъй като града е част от неговите владения. Юсуф се възползва от това като дава на Гагик корона пре 908 г., като така го прави цар под името Гагик I и създава арменска държава, която противостои на тази на Симбат.
Юсуф започва нова кампания срещу Симбат в сътрудничество с Гагик през 909 г. и нито византийците, нито халифа изпращат помощ на Симбат. Няколко арменски князе също избират да се въздържат от подкрепа. Тези, които са съюзници на Симбат са смазани брутални от могъщата армия на Юсуф: сина на Симбат Мушех, племенника му Симбат Багратуни и Григор II от Сюник са отровени. Армията на Юсуф опустошава останалата част на Армения докато напредва към синята крепост, където Симбат намира убежище, и впоследствие я обсажда. Симбат накрая решава да се предаде на Юсуф през 914 г. с надеждата да прекрати арабското нашествие. Юсуф, обаче, не показва никаква милост към него и измъчва арменския цар до смърт и поставя обезглавеното му тяло на кръст в Двин.

### Възход при Ашот Йеркат
Нашествието на армията на Юсуф в Армения остава царството в разруха и това оказва влияние на арменските князе, които стават свидетели на бруталността на арабския остикан. Гагик I е особено разтърсен и скоро се отказва от лоялността към Юсуф и започва военни действия срещу него. Синът на Симбат, Ашот II чувства, че момента е подходящ да заеме бащиния си трон, тъй като Юсуф е от съпротивата на своя бивш съюзник. Ашот започва да изтласква мюсюлманите от владенията си. Подкрепа за него идва и от запад: византийската императрица Зоя Карбонопсина наблюдава разтревожена арабското нашествие в Армения и затова заповядва на патриарх Николай I Мистик да напише официално писмо на арменските католикоси, за да създадат нов съюз. Католикосите отговарят благоприятно през 914 г. и Ашот приема поканата на Зоя да посети Константинопол. Там Ашот е добре приет и е създадена византийска сила, която да помогне на Армения да победи арабите. Войската, придружаваща Ашот и водена от доместика на схолите Лъв Фока тръгва на следващата година и тръгва по горен Ефрат, навлизайки в Тарон при слаба съпротива на арабите.
Междувременно усилията на Юсуф да победи Гагик се провалят. Юсуф решава да обърне внимание на действията на Ашот и с цел да отслаби позицията му се опитва да даде короната на братовчед му Ашот Шапухян. Армиите на Ашот Шапухят и Юсуф не успяват да спрат византийското напредване, което спира преди превземането на Двин поради идването на зимата. Въпреки това византийската сила възвръща силните позиции на Ашот в Армения и успява да причини тежки жертви на арабите. Това обаче все още оставя братовчед му Ашот управляващ Двин и в резултат на това започва гражданска война, която трае от 918 до 920 г., когато най-накрая претендента е победен. Редица други бунтове избухват в Армения, но Ашот успява да се справи с всеки един от тях. През 919 г. Юсуф подстрекава неуспешен бунт срещу халифа и е заменен от далеч по-добре благоразположения остикан Субук. Субук припознава Ашот като пълноправен владетел на Армения и му дава титлата шахиншах или „цар на царете.“
Византийците изплашени от новите близки отношения на Ашот с арабите изпращат нова сила под командването на арменския доместик на схолите Йоан Куркуас да подрони позицията на Ашот като цар и да подкрепи бунтовниците, които се сражават с него. През 928 г. Куркуас прави неуспешен опит да превземе Двин, който е защитаван от арабите и Ашот. През 923 г. халифа, изправен пред проблеми в собствената си страна, освобождава Юсуф, който пътува обратно до Армения, за да нападне страната и по-конкретно Гагик I. Той започва да изисква данък на арменските владетели, но се изправя пред съпротивата на Ашот II. От време на време Ашот успява да побеждава арабските армии, изпратени срещу него в продължение на няколко години. През 929 г. Юсуф умира и настъпва борба за власт между иранските и кюрдските племена в Азербайджан, като това намалява арабската опасност за Армения. Византийският император Роман I Лакапин също обръща вниманието си на изток в борбата с арабите в Сирия. Усилията на Ашот да запази и защити царството си му спечелва прозвището „Yerkat“, т.е. Желязо; Той умира през 929 г. и е наследен от брат си Абас I.

### Стабилност при Абас
Управлението на Абас I се характеризира с необикновен период на стабилност и просперитет на какъвто Армения не се е наслаждавала от десетилетия. Столицата му е в крепостния град Карс, а Абас постига редица успехи на вътрешната и външната сцена. В същата година, в която става цар той пътува до Двин, където успява да убеди арабския управител да предаде няколко арменски заложници, както и контрола над епископския дворец на Армения. Конфликтът с арабите също е минимален с изключение на една военна загуба претърпяна от Абас при град Вагаршапат. Спрямо византийците е далеч по-малко примиряващ се, защото те неколкократно показват ненадеждността си като съюзници, атакувайки и превземайки арменски територии. За негов късмет Византийската империя е по-насочена към борбата с арабите от династията на Хамданидите, което му дава свобода да провежда политиката си без чужда намеса.
Друга чужда заплаха, с която Абас се сблъсква непрестанно е нашествието на крал Бер от Абхазия през 943 г.: нова църква е построена в Карс по заповед на Абас и преди нейното освещаване Бер се появява с армия по река Аракс, като изисква новата църква да бъде осветена според халкидонски ритуал. Абас отказва да направи каквито и да било отстъпки и напада силите на Бер от засада. След няколко сблъсъка войските на Абас пленяват Бер. Абас отвежда царя до новата си църква и му казва, че никога няма да я види вече, като го ослепява и го изпраща обратно в Абхазия. Абас умира през 953 г., оставяйки царството си на двамата си сина Ашот III и Мушех.

### Златната епоха на Армения
Официалното изкачване на престола на Ашот III като цар на Армения става през 961 г. след преместването на светия престол от Васпруракан в Аргина, близо до град Ани. На коронацията присъстват няколко военни арменски части, 40 епископа, кралят на Кавказка Албания, както и католикос Анания Мокаци, който го коронова за цар с титлата шахиншах. Същата година Ашот премества столицата от Карс в Ани. Багратунските царе никога не избират град, в който да се заселят, обикаляйки между Багаран, Ширакаван и Карс. Карс никога не достига статуса на столицата и заедно с Двин са пренебрегвани предвид близостта им до враждебните емирства. Естествените защити на Ани по-добре пасват на желанието на Ашот за сигурен район, който да устои на обсада и да е разположен на търговския път, който преминава от Двин до Трабзон.
Благодарение на този търговски път града започва бързо да се разраства и да става главния политически, културен и икономически център на Багратидска Армения. Магазини, пазари, работилници, ханове са създадени от търговците и населението, докато накарарския елит дава пари за построяването на големи имения и дворци. Изграждането е допълнено също и от собствената филантропска дейност на цар Ашот. В нея се включват построяването на стените „Ашоташен“, изградени около Ани, манастири, болници, училища и приюти за бедни (съпругата му Хосрованюш също основава манастирски комплекси в Санаин през 966 и в Ахпат през 976). Даренията на пари от страна на Ашот за построяването на всички тези сгради му спечелва прозвището „Voghormats“, тоест, „Милостивия.“ Той също така се справя успешно с външната политика. Когато византийската армия водена от император Йоан I Цимиски влиза в Тарон през 973 г., вероятно за да отмъсти за смъртта на доместика си убит от арабите в Мосул, Ашот мобилизира 80 000 души, за да ги посрещне и да ги принуди да отстъпят. На следващата година той прави съюз с Цимиски и изпраща 10 000 арменци за битката на императора срещу мюсюлманските емирства в Алепо и Мосул. Ашот също така неуспешно се опитва да превземе Двин от шададитския емир през 953 г. Той обсажда града за известно време, но е принуден да вдигне обсадата след като вижда, че града е прекалено добре защитаван.

### Васални царства
При управлението на Ашот III се появява ново явление, което продължава и при неговите наследници и то е появата на нови васални царства из цяла Багратидска Армения. Ашот III изпраща брат си Мушех I да управлява Карс (Вананд) и му позволява да използва титлата цар. Административната област Дзогарет близо до езерото Севан е дадена на сина на Ашот Гурген, основателят на Кюркидската линия, през 966 г. Синът на Ашот по-късно също ще приеме титлата цар. Появата на толкова много царства е в полза на Армения доколкото царят в Ани остава силен и поддържа своята власт над другите царе. В противен случай царете, както и техните епископи, които биха искали за себе си позицията на католикоси и да създадат свои собствени правила, ще започнат да тестват границите на автономията си.

### Напредък при Симбат и Гагик
Проспериращата епоха през която Армения преминава продължава и при управлението на сина на Ашот и негов наследник Симбат II. Столицата Ани се разраства толкова много по времето на възкачването на престола от Симбат през 977 г., че е построена втора линия стени, известни като стените Симбаташен на името на царя, който издава заповедта за построяването им.

### Упадък и византийско нахлуване
Византийците бавно напредват на изток към Армения в последното десетилетие на 10 в. Редицата победи на император Василий II срещу арабите и вътрешните арабски борби помагат да се изчисти пътя към Кавказ. Официалната политика на Константинопол е, че никой християнски управник не е равен нито независим от византийския император и дори ако това понякога е маскирано с дипломатически компромиси, крайната цел на империята е пълната анексация на арменските владения. От средата на 10 век Византийската империя е разположена по цялата западна граница на Армения. Тарон е първия арменски район анексиран от Византия. В определен смисъл византийците приемат багратунските князе на Тарон като свои васали, защото те приемат титли като „стратег“ и заплати от Константинопол. Със смъртта на Ашот Багратуни от Тарон през 967 г. (да не се бърка с Ашот III), неговите синове Григорий (който по-късно става известен византийски военачалник) и Баграт не успяват да устоят на натиска на империята, която анексира окончателно техните княжества и ги превръща в тема.
Скоро след това са анексирани земите управлявани от куропалата Давид III от Тао, на който са дадени тези територии през 979 г. В три кампании през 1001, 1014 и 1021 или 1022 г. Карин, Манзикерт, както и наследственото княжество на Давид Тао са анексирани и от тях е образувана тема Иверия като Карин (наречен Теодосиополис от византийците) става столица на темата. Тази широка дъга земя обхваща западните гранични райони на Армения и се изкривява на изток дълбоко в централното плато, за да достигне до Манзикерт на север от езерото Ван.
Арцрунидското царство Васпруракан по-късно също е превзето. През 1003 г. последния владетел на царство Сенекерим Арцруни, зет на цар Гагик I от Ани отстранява всичките си племенници, за да стане едноличен владетел на Васпруракан. Неговото управление става още по-несигурно след нападението над туркменски групи през второто десетилетие на 11 век. През 1016 г. той предлага на Василий II земите на Васпруракан, които включват 72 крепости и 3000 – 4000 села в замяна на голямо владение по на запад във византийска територия с център град Себастия, в което той се мести през 1021 г. заедно със семейството си и 14 000 придворни. Василий II изпраща армия от Балканите във Васпруракан (който те наричат още Васпракания, Аспракания или Медия) още преди предложението на владетеля на Сенекерим Арцруни и превръща царството във византийска тема с Ван като регионална столица. С падането на Арпрунидското царство византийската сила се установява по-твърдо в арменските земи, като независими остават само царствата Багратуни и Източен Сюник и Бакх.

### Вътрешни междуособици и падане под византийска власт
След смъртта на цар Гагик I (през 1017 или 1020 г.), царството се разделя между двамата му сина Ованес-Симбат, който получава територията на Ани и Ашот IV, който запазва територия, която трябва да включва Двин, но той не успява да го заеме поради превземането му от шададиския емир Абул Асвар Шавур ибн Фадъл от Ганджак. Двамата братя се борят през целия си живот. В тези бурни дни, вплетени в териториални кавги, бездетния Ованес-Симбат изпраща католикос Петрос Гетадарц във Византия, за да преговаря за частично отдъхване като остави царството си на империята след своята смърт. Резултатите от това действие са неизвестни, но след смъртта на двамата братя през 1040 – 41 новия византийски император и наследник на Василий II поисква Багратидска Армения. Синът на Ашот, младия Гагик II с подкрепата на спарапет Вахрам Палавуни и неговите последователи управлява само още две години. Въпреки вътрешните разногласия водени от провизантийския надзорник Саргис Хайказян, арменския цар успява да отблъсне тюркменската атака. Въпреки това, вероятно с убеждаване от Саргис, той приема поканата на император Константин IX Мономах да отиде в Константинопол, където е принуден да отстъпи владенията в замяна на земи в Кападокия. През 1044 г. византийците два пъти нападат Ани, но не успяват да превземат града. Предвид тази тежка ситуация католикос Петрос Гетадарц, който управлява Ани в отсъствието на царя предава града на византийците през 1045 г. Градът е присъединен към тема Иверия, а темата получава ново име „Иверия и Ани“ или „Иверия и Армения“.
Багратидският цар на Карс Гагик-Абас все още запазва троната си дори след 1064 г., когато град Ани е превзет от селджукските турци, но дори той е принуден да отстъпи земите си на византийците и да се оттегли в Анатолия, за да види Карс, превзет от турците през 1065 г. В Бакх и Източен Сюник остават само няколко арменски крепости.

## Култура и общество

### Управление
Кралят на Багратидска Армения има неограничена сила и е най-висшата власт що се отнася до разрешаване на въпроси от външно и вътрешно естество. Князете и нахарарите са на директно подчинение на царя и получават и запазват земите си само с неговото позволение. Ако някои благородници не се подчиняват на заповедите на царя той би имал правото да им конфискува земите им и да ги раздаде на други благородници. Концепцията за божественото право, обаче, не съществува и неподчинението на елита нахарари може да бъде съчетано само с твърдостта на самия крал.

### Религия
Повечето арменци принадлежат към Арменската апостолическа църква, но има хора от арменското общество, които принадлежат към източноправославната църква, официалната църква на Византийската империя. Византия многократно изисква тясно сътрудничество с арменската църква като предпоставка за изпращане на помощ на Багратидите, но повечето от опитите им не успяват.
В средата на 10 век ново вътрешно предизвикателство към авторитета на арменската църква и цярство става течението на тондракитите, което се възражда. Движението на тондракитите привлича много привърженици. Антифеодалната и еретична християнска секта е смазана от арабите с подкрепата на арменската църква през 9 век. Ашот III осъзнава опасността, която движението представлява за кралството и това е причината да подчини директно църквата в Армения, да ѝ дава земи и да дарява пари за построяването на нови манастири и църкви. Идеите на тондракитите, обаче, продължават да се разпространяват и няколко арменски царе се борят да спрат разрастването му.

### Икономика
Царството на Багратидите се основава на два типа икономика: една центрирана около селското стопанство и втора, която се концентрира върху меркантилизма в градчетата и градовете. Селяните са част от най-нисшата класа в икономическата стълбица и са главно заети в отглеждането на добитък и земеделие. Много от тях не притежават земя и живеят като наемна работна ръка или дори роби на земите на богатите аристократи. Селяните са принудени да плащат огромни данъци на царя и на арменската апостолическа църква в допълнение към феодалните господари. Повечето от тях остават бедни, а огромната тежест на данъците води понякога до избухване на въстания, които държавата потушава.
Багратидска Армения не сече свои монети и използва парите, които са в обращение във Византия и арабския халифат. Голямата търговия между Византия и халифата става по няколко търговски пътища, които минават през Армения. Най-важният път тръгва от Трабзон във Византия и от там се свързва с градовете Ани, Карс и Арцин. Град Карс позволява търговията да премине на север към пристанищата на Черно море и към Абхазия. Други пътища свързват градовете в Анатолия и Иран. Главният път, водещ от халифата до Киевска Рус, е познат като „Великият арменски път.“ Ани не лежи на пътя на някои от важните търговски пътища, но поради размера, силата и богатството си става важен търговски център. От Ани се изнасят тъкани, метални изделия, брони, бижута, коне, добитък, сол, вино, мед, дървесина, кожи и вълна. Най-важните търговски партньори на страната са Византийската империя и арабите. След тях са още Киевска Рус и народите от Централна Азия. Населеният с арменци Двин остава важен град наравно с Ани, както свидетелства живото описание на арабския историк и географ Ал-Мукадаси:
| „ | Дабил [Двин] е важен град, в който има недостъпна цитадела и големи богатства. Името му е древно, тъканите му са известни, реката му е пълноводна и е заобиколен от градини. Градът има покрайнини, крепостта му е надеждна, площадите са с форма на кръст, полетата му са чудесни. Главната джамия на хълм, а до джамията е църква.... До града има крепост. Сградите на жителите са направени от глина или камък. Главните порти на града са Баб ['порта']-Кейдар, Баб-Тифлис и Баб-Ани. | “ |

Двин става известен в арабския свят със своята вълна и коприна и износа на възглавници, килими, завеси и завивки. Село на име Арташат близо до Двин е толкова известен център за производство на арменски кошинил (насекомо от вида Porphyrophora hamelii), че получава името vordan karmiri gyugh („селото на червения червей“) за отличаващата се червено багрило, което се получава от насекомите. Кошинилът и други арменски стоки могат да се намерят из всички пазари на халифата и поради тяхната значимост са наричани от арабите „asfin al-Armani“ („арменски продукти“).

### Демография
По време на периода на управление на Багратидите мнозинството от населението на Армения остава арменско. Арабски източници от 10 век посочват, че градовете около долината на Аракс остават предимно арменски и християнски въпреки арабското ислямско управление. Арабският географ от 10 век Ибн Хаукал посочва, че арменския език е използван в Двин и Нахичеван. Въпреки това има значително ислямско присъствие в определени региони на Армения. Например южния район Ахзник е силно арабизиран още от ранните периоди на ислямска доминация. На северния бряг на езерото Ван през 9 и 10 век също има значително мюсюлманско население, което съдържа етнически араби, а по-късно дейлемити от Азербайджан.

### Изкуство и литература
Арабските нападения и нашествия в Армения, както и опустошаването на земята по време на Арабско-византийските войни до голяма степен задушава всеки израз на арменска култура в такива полета като историография, литература и архитектура. Тези ограничения изчезват, когато се появява царството на Багратидите, възвестявайки нова златна ера в арменската култура.
Липсата на силно арабско присъствие води до повишаване на броя на историците, които пишат и документират отношенията между Армения и други страни, като описват събития, които са се случили между 7 и 9 век. Благодарение на подкрепата на царе и благородници манастирите стават центрове за изучаване и писане на произведения в царството. Манастирите в Ахпат и Санахин са добре известни центрове за висши учения. Известни фигури на арменската литература и философия от този период са мистика Григор Нарекаци и Григор Магистрос.
Изкуството на илюстрованите ръкописи и миниатюри също се съживява през този период. Относителния период на мир между Византия и Армения през втората половина на 10 век води до голямо взаимодействие между арменските и гръцките майстори. Автори на арменски ръкописи се опитват да подчертаят или естествения вид на човешкото тяло в илюстрациите си, или да се откажат от него и вместо това да се концентрират върху аспекти на декорацията.
Арменската архитектура по време на епохата на Багратуни е особено известна и „повечето от оцелелите църкви в днешна Армения са от този период.“ Град Ани, разположен на важен търговски кръстопът между византийците, арабите и търговците от други страни израства през 9 век търговски и културно, изкарвайки си славата на града с „40 порти и 1001 църкви.“ Църквите от този период стъпват на дизайна от 7 век и се разширяват, често са стръмни на височина, в тях има потрети на дарителите и заимстват идеи от византийската и ислямската архитектура. Арменските църкви неизменно са изградени от камък и имат сводести тавани, които поддържат сферичен купол. Много църкви и други форми на архитектура пострадват от вандализъм или са разрушени след селджукското нашествеие през 11 и 12 век.

## Царе
- Ашот I – 885 – 890 година
- Симбат I – 890 – 914 година
- Ашот II – 914 – 928/929 година
- Абас I – 928/929 – 952 година
- Ашот III – 952 – 977 година
- Симбат II – 977 – 989/990 година
- Гагик I – 989/990 – 1020 година
- Ованес-Симбат – 1020 – 1041 година
- Ашот IV – 1022 – 1040 година (съвладетел)
- Гагик II – 1042 – 1045 година